# Per Fredrik Spieler
Per Fredrik Spieler (1970) è un ex sciatore alpino norvegese.

## Biografia
Spieler, specialista delle prove tecniche, ai Campionati norvegesi del 1993 vinse la medaglia di bronzo nella combinata e si ritirò al termine della stagione 1996-1997: la sua ultima gara fu lo slalom gigante dei Campionati norvegesi 1997, disputata l'11 aprile a Hemsedal e non completato da Spieler. Non ottenne piazzamenti di rilievo in Coppa del Mondo né prese parte a rassegne olimpiche o iridate.

## Palmarès

### Campionati norvegesi
- 1 medaglia (dati dalla stagione 1992-1993):
  -  1 bronzo (combinata nel 1993)[senza fonte]